# Conde de Altamira
Conde de Altamira is een sinds 1475 bestaande Spaanse adellijke titel.

## Geschiedenis
Op 4 mei 1475 werd de titel van graaf van Altamira gecreëerd door Isabella I van Castilië voor Lope Sánchez de Ulloa y Moscoso, heer van Altamira; op 31 oktober 1613 volgde de verlening aan deze titel van Grandeza de España. De titel is vernoemd naar het fort van Altamira. De titel ging vervolgens over naar de  geslachten Osorio, Osorio de Moscoso en Barón, in welk laatste geslacht de titel zich nog steeds bevindt.
Huidig titeldrager is na het overlijden van zijn vader, Leopoldo Barón y Osorio de Moscoso (1920-1974), sinds 15 maart 1976 de in Mexico wonende Gonzalo Barón y Gavito (1948), tevens drager van de titels van Duque de Sessa, Marqués de Leganés, Marqués de Morata de la Vega en Marqués del Pico de Velasco de Angostina.
Zijn dochter Adelaide Barón Carral (1977) verkreeg via hem op 9 juli 2004 de in 1708 gecreëerde titel van Duque de Atrisco, G. de E.